# O Meu Pé de Laranja Lima (telenovela de 1980)
Meu Pé de Laranja Lima é uma telenovela brasileira produzida e exibida pela rede de televisão Band, de 29 de setembro de 1980 a 25 de abril de 1981, em 179 capítulos. Substituiu A Deusa Vencida e foi substituída por Os Imigrantes.
Baseada no romance homônimo de José Mauro de Vasconcelos, foi escrita por Ivani Ribeiro, direção de Edison Braga e Antonino Seabra e direção geral de Waldemar de Moraes.
Conta com Alexandre Raymundo, Dionísio Azevedo, Cristina Mullins, Lourdes Bicudo, Valdir Fernandes, Baby Garroux e Fausto Rocha Jr. nos papéis principais.

## Enredo
Paulo e Estefânia se mudam para uma vila no interior de São Paulo, com os seis filhos – Jandira, Godóia, Lili, Totoca, Luisinho e Zezé – onde o último começa a cuidar de um mirrado pé de laranja lima, o qual se torna seu companheiro de aventuras imaginárias. Na vizinhança, Zezé faz amizade com a doce professora Cecília e com "Portuga", um velhinho sábio e viajado, que conta histórias e ensina para o menino o melhor de vida com a ajuda da governanta Donana. Godoia se apaixona por Henrique, mas Lili também deseja o rapaz e faz de tudo para tirar a irmã do caminho, enquanto Jandira vive um romance com Raul, mas é pressionada por seu velho patrão Caetano a se casar com ele para salvar a família da pobreza.
Henrique chegou à cidade em busca do Comendador Vicente, que roubou todo dinheiro de sua família, mas o larápio já está morto e o rapaz nem imagina que a viúva Helena nunca soube das falcatruas. Ainda as desventuras de Eugênia para tentar conquistar Caetano; o romance entre Helena e o médico Ricardo, cujo filho dela, Serginho, não aceita; os fofoqueiros donos da farmácia Santinha e Gabriel; Diogo, que sempre gostou de Lili e é desprezado por ela.

## Elenco
| Intérprete          | Personagem                 |
| ------------------- | -------------------------- |
| Alexandre Raymundo  | Zezé da Silva              |
| Dionísio Azevedo    | Manuel Valadares (Portuga) |
| Cristina Mullins    | Glória da Silva (Godoia)   |
| Lourdes Bicudo      | Lili da Silva              |
| Valdir Fernandes    | Henrique Muniz             |
| Baby Garroux        | Jandira da Silva           |
| Fausto Rocha Jr.    | Raul                       |
| Dante Rui           | Caetano Pereira            |
| Lucélia Machiavelli | Estefânia da Silva         |
| Rogério Márcico     | Paulo da Silva             |
| Elias Gleizer       | Padre Rosendo              |
| Regina Braga        | Profª. Cecília Montez      |
| Geny Prado          | Donana                     |
| Neuza Borges        | Eugênia                    |
| Leonardo Camilo     | Diogo Pereira              |
| Maria Ferreira      | Helena Del Nero            |
| Ivanice Sena        | Helena Del Nero            |
| José Luis Di Santo  | Dr. Ricardo                |
| Wilma de Aguiar     | Madre Celeste              |
| Oswaldo Ávila       | Bispo Dom Carlos Cruz      |
| Homero Kossac       | Padre Juca                 |
| Sérgio Ropperto     | Gabriel Vidal              |
| Luzia Carmelo       | Santinha Vidal             |
| Terezinha Cubana    | Gilda                      |
| Paulo Leite         | Túlio                      |
| Jefferson Pezeta    | Sabugo                     |
| Ulisses Bezerra     | Totoca da Silva            |
| Deives Carvalho     | Luisinho da Silva          |
| Sério Ribeiro       | Serginho Del Nero          |
| Eduardo Silva       | Juvenal Montez             |
| Roullien Madrilles  | Vavá Vidal                 |

### Participações especiais
| Intérprete            | Personagem                  |
| --------------------- | --------------------------- |
| Ênio Gonçalves        | Comendador Vicente Del Nero |
| Gessy Fonseca         | Leonor Pereira              |
| Henrique Lobo         | Voz de Minguinho            |
| David Leroy           | Nicolau                     |
| Almir das Areias      | Ariovaldo                   |
| Joanes Dandaró        | Aristides da Carroça        |
| José Antônio Baptista | Badu                        |
| Fábio Rodrigues       | Godofredo                   |

## Trilha sonora
Foi produzida uma trilha sonora da novela, pela Bandeirantes Discos, lançada em 1980 em LP e K7, contendo 14 faixas.
1. "Num Dia de Sol", com Nana Chaves, tema de Zezé
2. "Coração Catarina", com Raul Ellwanger, tema de Ariovaldo e Cecília
3. "Abismo de Rosas", com Paulinho Nogueira
4. "A Roda da Vida", com Emília Reis, tema de Portuga
5. "Maria-Fumaça", com Grupo Terra,  tema geral
6. "Cão Vadio", com Passoca
7. "Pedaço de Coração", com Grupo Paranga
8. "Sofres Porque Queres", com Os Ingênuos
9. "Passageiro de Verão", com Tibert, tema de Jandira
10. "Noite Sertaneja", com Grupo Terra
11. "Brisa Mansa", com Rosângela, tema de Godoia
12. "Carinhoso", com Banda Bandeirantes, tema de Caetano